# Svájc az 1956. évi téli olimpiai játékokon
Svájc az olaszországi Cortina d’Ampezzóban megrendezett 1956. évi téli olimpiai játékok egyik részt vevő nemzete volt. Az országot az olimpián 7 sportágban 59 sportoló képviselte, akik összesen 6 érmet szereztek.

## Érmesek
| Érem  | Versenyző                                              | Sportág  | Versenyszám    |
| ----- | ------------------------------------------------------ | -------- | -------------- |
| Arany | Madeleine Chamot-Berthod                               | Alpesisí | Női lesiklás   |
| Arany | Renée Colliard                                         | Alpesisí | Női műlesiklás |
| Arany | Franz Kapus Gottfried Diener Robert Alt Heinrich Angst | Bob      | Férfi négyes   |
| Ezüst | Raymond Fellay                                         | Alpesisí | Férfi lesiklás |
| Ezüst | Frieda Dänzer                                          | Alpesisí | Női lesiklás   |
| Bronz | Max Angst Harry Warburton                              | Bob      | Férfi kettes   |

## Alpesisí
Férfi
| Versenyző         | Versenyszám      | 1. futam | 1. futam | 2. futam | 2. futam | Összesítés | Összesítés |
| Versenyző         | Versenyszám      | Idő      | Hely.    | Idő      | Hely.    | Idő        | Helyezés   |
| ----------------- | ---------------- | -------- | -------- | -------- | -------- | ---------- | ---------- |
| Roland Blaesi     | Óriás-műlesiklás |          |          |          |          | 3:18,2     | 18.        |
| Raymond Fellay    | Lesiklás         |          |          |          |          | 2:55,7     |            |
| Raymond Fellay    | Műlesiklás       | 1:32,8   | 13.      | 1:59,3   | 12.      | 3:32,1     | 11.        |
| Raymond Fellay    | Óriás-műlesiklás |          |          |          |          | 3:23,9     | 27.        |
| Hans Forrer       | Lesiklás         |          |          |          |          | 3:08,0     | 13.        |
| Martin Julen      | Műlesiklás       | kizárták | kizárták | kiesett  | kiesett  | kiesett    | kiesett    |
| Martin Julen      | Óriás-műlesiklás |          |          |          |          | 3:18,5     | 19.        |
| René Rey          | Műlesiklás       | 1:34,1   | 19.      | 1:53,6   | 4.**     | 3:27,7     | 10.        |
| Andreas Rüedi     | Lesiklás         |          |          |          |          | kizárták   | kizárták   |
| Georges Schneider | Műlesiklás       | 1:29,0   | 4.       | 1:53,6   | 4.**     | 3:22,6     | 5.         |
| Georges Schneider | Óriás-műlesiklás |          |          |          |          | 3:17,3     | 17.        |
| Roger Staub       | Lesiklás         |          |          |          |          | 2:57,1     | 4.         |

Női
| Versenyző                | Versenyszám      | 1. futam | 1. futam | 2. futam | 2. futam | Összesítés | Összesítés |
| Versenyző                | Versenyszám      | Idő      | Hely.    | Idő      | Hely.    | Idő        | Helyezés   |
| ------------------------ | ---------------- | -------- | -------- | -------- | -------- | ---------- | ---------- |
| Hedi Beeler              | Lesiklás         |          |          |          |          | 1:54,0     | 25.        |
| Hedi Beeler              | Műlesiklás       | 1:01,9   | 20.      | 1:03,2   | 18.      | 2:05,1     | 15.        |
| Hedi Beeler              | Óriás-műlesiklás |          |          |          |          | kizárták   | kizárták   |
| Madeleine Chamot-Berthod | Lesiklás         |          |          |          |          | 1:40,7     |            |
| Madeleine Chamot-Berthod | Műlesiklás       | 1:09,7   | 26.      | 58,7     | 4.       | 2:08,3     | 17.        |
| Madeleine Chamot-Berthod | Óriás-műlesiklás |          |          |          |          | 1:58,3     | 4.*        |
| Renée Colliard           | Műlesiklás       | 55,6     | 1.       | 56,7     | 1.       | 1:52,3     |            |
| Frieda Dänzer            | Lesiklás         |          |          |          |          | 1:45,4     |            |
| Frieda Dänzer            | Műlesiklás       | 59,2     | 12.      | 59,7     | 9.       | 1:58,9     | 10.        |
| Frieda Dänzer            | Óriás-műlesiklás |          |          |          |          | 2:00,9     | 11.        |
| Rosemarie Reichenbach    | Lesiklás         |          |          |          |          | 1:51,6     | 15.*       |
| Annemarie Waser          | Óriás-műlesiklás |          |          |          |          | 2:02,3     | 14.**      |

* - egy másik versenyzővel azonos eredményt ért el

** - két másik versenyzővel azonos eredményt ért el

## Bob
| Versenyző                                              | Versenyszám | 1. futam | 1. futam | 2. futam | 2. futam | 3. futam | 3. futam | 4. futam | 4. futam | Összesítés | Összesítés |
| Versenyző                                              | Versenyszám | Idő      | Hely.    | Idő      | Hely.    | Idő      | Hely.    | Idő      | Hely.    | Idő        | Helyezés   |
| ------------------------------------------------------ | ----------- | -------- | -------- | -------- | -------- | -------- | -------- | -------- | -------- | ---------- | ---------- |
| Max Angst Harry Warburton                              | Kettes      | 1:24,71  | 5.       | 1:23,81  | 5.       | 1:24,27  | 4.       | 1:24,67  | 4.       | 5:37,46    |            |
| Franz Kapus Heinrich Angst                             | Kettes      | 1:24,74  | 6.       | 1:24,50  | 8.       | 1:24,70  | 6.       | 1:26,17  | 13.      | 5:40,11    | 7.         |
| Franz Kapus Gottfried Diener Robert Alt Heinrich Angst | Négyes      | 1:18,00  | 4.       | 1:17,19  | 1.       | 1:17,09  | 1.       | 1:18,16  | 1.       | 5:10,44    |            |
| Max Angst Aby Gartmann Harry Warburton Rolf Gerber     | Négyes      | 1:17,41  | 1.       | 1:17,85  | 2.       | 1:18,68  | 5.       | 1:20,33  | 9.       | 5:14,27    | 4.         |

## Gyorskorcsolya
| Versenyző     | Versenyszám | Eredmény | Helyezés |
| ------------- | ----------- | -------- | -------- |
| Erich Kull    | 500 m       | 44,3     | 40.      |
| Erich Kull    | 1500 m      | 2:21,7   | 46.*     |
| Jürg Rohrbach | 1500 m      | 2:21,7   | 46.*     |
| Jürg Rohrbach | 5000 m      | 8:39,5   | 39.      |

* - egy másik versenyzővel azonos eredményt ért el

## Jégkorong
| Svájci férfi jégkorongcsapat-játékoskeret                                                       | Svájci férfi jégkorongcsapat-játékoskeret                                         | Svájci férfi jégkorongcsapat-játékoskeret                                       |
| ----------------------------------------------------------------------------------------------- | --------------------------------------------------------------------------------- | ------------------------------------------------------------------------------- |
| - Bernhard Bagnoud - Franz Berry - Christian Conrad - Rätus Frei - Émile Golaz - Emil Handschin | - Paul Hofer - Rudolf Keller - Walter Keller - Fritz Naef - Hans Ott - Hans Pappa | - Kurt Peter - Georg Riesch - Martin Riesen - Otto Schläpfer - Sepp Weingärtner |

### Eredmények
Csoportkör
C csoport
| Csapat      | M | Gy | D | V | G+ | G– | Gk  | P |
| ----------- | - | -- | - | - | -- | -- | --- | - |
| Szovjetunió | 2 | 2  | 0 | 0 | 15 | 4  | +11 | 4 |
| Svédország  | 2 | 1  | 0 | 1 | 7  | 10 | –3  | 2 |
| Svájc       | 2 | 0  | 0 | 2 | 8  | 16 | –8  | 0 |

| 1956. január 28. | Svédország (SWE) | 6 – 5 (2–3, 3–1, 1–1) | Svájc | Cortina d’Ampezzo |

|  |  |  |  |  |
|  |  |  |  |  |
|  |  |  |  |  |
|  |  |  |  |  |

| 1956. január 29. | Szovjetunió (URS) | 10 – 3 (4–1, 2–0, 4–2) | Svájc | Cortina d’Ampezzo |

|  |  |  |  |  |
|  |  |  |  |  |
|  |  |  |  |  |
|  |  |  |  |  |

Helyosztó csoportkör
| 1956. január 31. | Svájc (SUI) | 7 – 4 (3–1, 2–1, 2–2) | Ausztria | Cortina d’Ampezzo |

|  |  |  |  |  |
|  |  |  |  |  |
|  |  |  |  |  |
|  |  |  |  |  |

| 1956. február 1. | Lengyelország (POL) | 6 – 2 (2–1, 2–1, 2–0) | Svájc | Cortina d’Ampezzo |

|  |  |  |  |  |
|  |  |  |  |  |
|  |  |  |  |  |
|  |  |  |  |  |

| 1956. február 2. | Olaszország (ITA) | 8 – 3 (6–1, 1–2, 1–0) | Svájc | Cortina d’Ampezzo |

|  |  |  |  |  |
|  |  |  |  |  |
|  |  |  |  |  |
|  |  |  |  |  |

Végeredmény
| Csapat        | M | Gy | D | V | G+ | G– | Gk  | P |
| ------------- | - | -- | - | - | -- | -- | --- | - |
| Olaszország   | 3 | 3  | 0 | 0 | 20 | 7  | +13 | 6 |
| Lengyelország | 3 | 2  | 0 | 1 | 12 | 10 | +2  | 4 |
| Svájc         | 3 | 1  | 0 | 2 | 12 | 17 | –5  | 2 |
| Ausztria      | 3 | 0  | 0 | 3 | 9  | 19 | –10 | 0 |

| Csapat | Helyezés |
| ------ | -------- |
| Svájc  | 9.       |

## Műkorcsolya
| Versenyző      | Versenyszám  | Kötelező elemek   | Kötelező elemek | Kűr               | Kűr   | Összesítés                     | Összesítés                     | Összesítés                     | Összesítés                     | Összesítés                     | Összesítés                     | Összesítés                     | Összesítés                     | Összesítés                     | Összesítés                     | Összesítés                     | Összesítés        | Összesítés  | Összesítés | Összesítés |
| Versenyző      | Versenyszám  | Kötelező elemek   | Kötelező elemek | Kűr               | Kűr   | Helyezési pontszámok bírónként | Helyezési pontszámok bírónként | Helyezési pontszámok bírónként | Helyezési pontszámok bírónként | Helyezési pontszámok bírónként | Helyezési pontszámok bírónként | Helyezési pontszámok bírónként | Helyezési pontszámok bírónként | Helyezési pontszámok bírónként | Helyezési pontszámok bírónként | Helyezési pontszámok bírónként | Több. hely. száma | Hely. össz. | Pont       | Helyezés   |
| Versenyző      | Versenyszám  | Több. hely. száma | Hely.           | Több. hely. száma | Hely. | 1                              | 2                              | 3                              | 4                              | 5                              | 6                              | 7                              | 8                              | 9                              | 10                             | 11                             | Több. hely. száma | Hely. össz. | Pont       | Helyezés   |
| -------------- | ------------ | ----------------- | --------------- | ----------------- | ----- | ------------------------------ | ------------------------------ | ------------------------------ | ------------------------------ | ------------------------------ | ------------------------------ | ------------------------------ | ------------------------------ | ------------------------------ | ------------------------------ | ------------------------------ | ----------------- | ----------- | ---------- | ---------- |
| François Pache | Férfi egyéni | 7×11+             | 11.             | 7×10+             | 10.   | 10,0                           | 11,0                           | 11,0                           | 11,0                           | 10,0                           | 11,0                           | 10,0                           | 11,0                           | 10,0                           |                                |                                | 9×11+             | 95,0        | 1254,20    | 11.        |
| Hans Müller    | Férfi egyéni | 6×12+             | 12.             | 7×14+             | 12.   | 13,0                           | 12,0                           | 12,0                           | 13,0                           | 12,0                           | 12,0                           | 14,0                           | 12,0                           | 12,0                           |                                |                                | 6×12+             | 112,0       | 1217,52    | 12.        |
| Karin Borner   | Női egyéni   | 6×16+             | 15.             | 6×16+             | 16.   | 15,0                           | 17,0                           | 15,0                           | 17,0                           | 17,0                           | 13,0                           | 16,0                           | 15,0                           | 16,0                           | 16,0                           | 14,0                           | 8×16+             | 171,0       | 1558,69    | 16.        |
| Alice Fischer  | Női egyéni   | 8×18+             | 18.             | 8×19+             | 20.   | 17,0                           | 18,0                           | 18,0                           | 18,0                           | 19,0                           | 20,0                           | 17,0                           | 21,0                           | 19,0                           | 20,0                           | 16,0                           | 6×18+             | 203,0       | 1514,61    | 18.        |

## Sífutás
Férfi
| Versenyző                                                 | Versenyszám     | Eredmény | Helyezés |
| --------------------------------------------------------- | --------------- | -------- | -------- |
| Armand Genoud                                             | 30 km           | 2:01:05  | 41.      |
| Erwin Hari                                                | 15 km           | 55:06    | 38.      |
| André Huguenin                                            | 30 km           | 1:58:40  | 34.      |
| André Huguenin                                            | 50 km           | 3:31:04  | 27.      |
| Marcel Huguenin                                           | 30 km           | 1:54:36  | 25.      |
| Fritz Kocher                                              | 30 km           | 1:55:18  | 27.      |
| Alfred Kronig                                             | 50 km           | 3:23:21  | 24.      |
| Victor Kronig                                             | 15 km           | 54:43    | 33.      |
| Michel Rey                                                | 15 km           | 55:05    | 36.*     |
| Christian Wenger                                          | 50 km           | 3:17:49  | 18.      |
| Werner Zwingli                                            | 15 km           | 53:40    | 20.*     |
| Fritz Zurbuchen                                           | 50 km           | 3:19:42  | 19.      |
| Werner Zwingli Victor Kronig Fritz Kocher Marcel Huguenin | 4 × 10 km váltó | 2:24:30  | 7.       |

## Síugrás
| Versenyző       | 1. ugrás | 1. ugrás | 1. ugrás | 2. ugrás | 2. ugrás | 2. ugrás | Összesítés | Összesítés |
| Versenyző       | Távolság | Pont     | Hely.    | Távolság | Pont     | Hely.    | Pont       | Helyezés   |
| --------------- | -------- | -------- | -------- | -------- | -------- | -------- | ---------- | ---------- |
| Francis Perret  | 66,0     | 86,0     | 42.*     | 64,0     | 82,5     | 45.      | 168,5      | 45.        |
| Conrad Rochat   | 68,5     | 89,5     | 40.      | 68,5     | 87,5     | 41.*     | 177,0      | 40.        |
| Andreas Däscher | 82,0     | 108,0    | 6.       | 82,0     | 111,5    | 2.*      | 219,5      | 6.         |

* - egy másik versenyzővel azonos eredményt ért el